# Silvia Droste
Silvia Droste (Herne, 21 mei 1960) is een Duitse jazzzangeres en saxofoniste.
Droste, die onder andere jazz studeerde aan de Hochschule für Musik und Tanz, trad in de jaren tachtig met bands op, waaronder die van Acker Bilk en Chris Barber, maar ook met bijvoorbeeld de Dutch Swing College Band. In 1983 was ze lid van het jeugd-jazzorkest van Noordrijn-Westfalen en won ze de eerste prijs bij Jugend Jazzt, een muziekwedstrijd voor de jeugd en jonge volwassenen. In de periode 1984-1990 had ze een kwartet, Voicings; in 1994 richtte ze de groep New Wings op.
Droste heeft gezongen met Duitse radio-orkesten en de Nederlandse bigbands The Skymasters en het Metropole Orkest. Ze werkte met onder meer Jerry van Rooyen, Ack van Rooyen, Charly Antolini (1983), Art Farmer, Peter Herbolzheimer, Rolf Ericson, Archie Shepp en Scott Hamilton. Ze heeft meerdere keren opgetreden op het North Sea Jazz Festival. Van haar zijn verschillende albums verschenen, onder andere een plaat met overwegend Duke Ellington-composities waarop Cees Slinger piano speelt.
Van 1987 tot 1990 had ze een wekelijks jazzprogramma op Radio Saarland. Sinds 1993 is ze docente jazzzang aan de Folkwang Universität.

## Discografie
- Audiophile Voicings, Bell Musik, 1987 (Vierteljahrespreis der Deutschen Schallplattenkritik)
- Stardust memories (met Thomas Brill), Schubert Records, 1989
- Seize the Day (met New Wings), Bell, 1994
- The American Songs of Kurt Weill, 2001
- Duke's Sound of Love, Laika Records, 2000
- Piano Portraits, Laika Records, 2005
- From Dusk to Dawn, 2009